# Lennart Svensson (fotbollsspelare)
Lennart "Lill-Kick" Svensson, född 18 november 1934, är en svensk före detta fotbollsspelare som spelade för Malmö FF på 1960-talet. 
Han är son till Erik "Kick" Svensson som också har spelat över 200 matcher för Malmö FF. Han har spelat över 300 matcher (med träningsmatcher inräknat) och gjort över 150 mål. Svensson var med och vann ett SM Guld med Malmö FF. Han är släkt med Malmö FF-legendaren Eric Persson (kusins kusin).